# Dieter Pfeifer
Dieter Pfeifer (* 12. Juli 1946 in Bamberg; † 6. Juni 2011) war ein deutscher Basketballspieler.

## Leben
Pfeifer, der auch unter dem Spitznamen „Beppo“ bekannt war, spielte in der Mannschaft des FC Bamberg, die 1970 in die Basketball-Bundesliga aufstieg. Dort gehörte er bis 1975 zum Aufgebot. Er sammelte mit Bamberg auch Erfahrung im Europapokal. Pfeifer hatte nach dem Abitur an der Oberrealschule ein Studium an der Universität Bamberg für das Hauptschullehramt aufgenommen, welches er 1972 abschloss.
Pfeifer arbeitete als Hauptschullehrer sowie als Sportberichterstatter bei Radio Bamberg und kommentierte dort Spiele der Bamberger Basketballmannschaft. Zudem brachte er sich in die Arbeit des Fördervereins Basketball Bamberg als Vorstandsmitglied ein.
Von 1984 bis 2001 gehörte er dem Bamberger Kreistag an. Von Mai 2006 bis zu seinem Tod im Jahr 2011 saß er für die SPD im Bamberger Stadtrat. Er war Fraktionssprecher des Senates für Stadtentwicklung, Verkehr und Klimaschutz.
Pfeifer war verheiratet und Vater von zwei Kindern.